# Gillian Rolton
Gillian Rolton, född den 3 maj 1956 i Adelaide, Australien, död den 18 november 2017, var en australisk ryttare.
Hon tog OS-guld i lagtävlingen i fälttävlan i samband med de olympiska ridsporttävlingarna 1996 i Atlanta.